# Final do Campeonato Catarinense de Futebol de 2016 - Série C
A Final do Campeonato Catarinense de Futebol de 2016 - Série C será a decisão da décima terceira edição desta competição. Será realizada em duas partidas, com mando de campo alternado entre as duas equipes participantes.

## Regulamento
Nesta final os dois clubes jogam em partidas de ida e volta e aquele que apresentar mais pontos, levando-se em consideração o saldo de gols, será declarado Campeão Catarinense da Série C de 2016, se houver empate de pontos e gols, o mandante do segundo jogo (aquele que apresentou maior pontuação nas 3 fases anteriores) será considerado vencedor.

## Vantagem
No regulamento da terceira divisão do certame catarinense, está previsto que as duas equipes se enfrentam em dois jogos, tendo o mando de campo do segundo jogo, a primeira colocada na classificação geral.
O clube que somar mais pontos na final, estabelecendo-se como critérios de desempate saldo de gols, gols fora de casa e por último desempenho na primeira fase, será campeão da Série C de 2016.

### Partida de ida
| 20 de agosto | Itajaí | – | Fluminense-SC | Estádio Camilo Mussi, Itajaí |
| 15:00        |        |   |               |                              |

### Partida de volta
| 28 de agosto | Fluminense-SC | – | Itajaí | Caldeirão do Itaum, Joinville |
| 15:30        |               |   |        |                               |